# 內維翁河

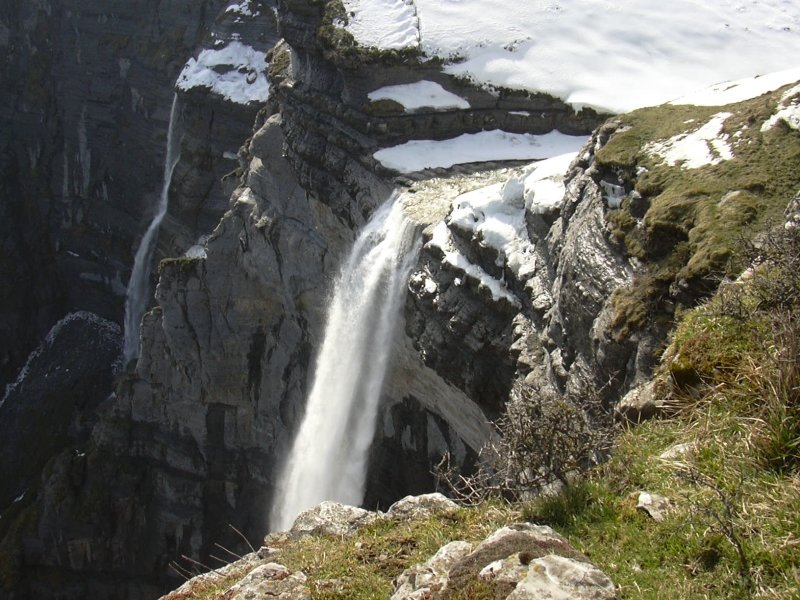
內維翁河瀑布

內維翁河（西班牙語：Río Nervión）是西班牙的河流，流經阿拉瓦省和比斯開省，最終注入比斯開灣，河道全長72公里，流域面積1,900平方公里，平均流量每秒9.6立方米。

## 外部連結
- Greater Bilbao Water Authority （页面存档备份，存于）
- Estuary of Bilbao Maritime Museum （页面存档备份，存于）

43°19′31.82″N 3°01′09.74″W / 43.3255056°N 3.0193722°W